# Kim Ki Nam
Kim Ki Nam (kor. 김기나, ur. 28 sierpnia 1928, zm. 7 maja 2024) – północnokoreański polityk, ze względu na przynależność do najważniejszych gremiów politycznych Korei Północnej, uznawany za członka ścisłej elity władzy KRLD.
Podczas 3. Konferencji Partii Pracy Korei w dniu 28 września 2010 roku został wybrany członkiem Biura Politycznego. Ponadto jest dyrektorem Departamentu Propagandy i Agitacji Komitetu Centralnego Partii Pracy Korei. Stanowisko to objął w maju 2010. Od lat odpowiedzialny za kampanie propagandowe, mające umacniać pozycję totalitarnego reżimu władzy Korei Północnej i najważniejszych jej przywódców. Z tego względu odgrywał ważną rolę w procesie legitymizacji Kim Dzong Ila po śmierci pierwszego dyktatora Korei Północnej, Kim Ir Sena, a po śmierci Kim Dzong Ila w grudniu 2011 roku jest jednym z najważniejszych projektantów i wykonawców procesu kreowania charyzmatu i umacniania władzy nowego przywódcy KRLD, Kim Dzong Una.

## Kariera
Kim Ki Nam urodził się 28 sierpnia 1928 roku w powiecie Kŭmya w prowincji Hamgyǒng Południowy. Jako uczeń szkoły średniej zaangażował się w działalność antyjapońskiego ruchu oporu. Absolwent Szkoły Rewolucjonistów w Man’gyŏngdae oraz Uniwersytetu im. Kim Ir Sena w Pjongjangu. Studiował także na Uniwersytecie Moskiewskim.
Po przegranej Japonii w II wojnie światowej i odzyskaniu niepodległości przez Koreę, jako student Uniwersytetu im. Kim Ir Sena stał się komunistą. W latach 50. XX wieku rozpoczął karierę dyplomaty, pracował między innymi w ambasadzie KRLD w Chinach, najpierw jako urzędnik, a później jako ambasador.
Gdy powrócił do Korei, rozpoczął pracę w Departamencie Spraw Międzynarodowych Komitetu Centralnego Partii Pracy Korei. Około 1961 ponownie wyjechał do Rosji (gdzie wcześniej studiował na Uniwersytecie Moskiewskim), by podjąć studia w Wyższej Szkole Partyjnej przy KC Komunistycznej Partii Związku Radzieckiego. Następnie został dziekanem jednego z wydziałów Uniwersytetu im. Kim Ir Sena, a także redaktorem dziennika Rodong Sinmun, głównego organu prasowego KC PPK. Jeszcze w latach 60. XX wieku zaczął karierę w państwowym aparacie propagandy i agitacji, wtedy także poznał Kim Dzong Ila, który został dyrektorem Departamentu Propagandy KC w 1967 roku. W 1972 roku Kim Ki Nam został redaktorem czasopisma teoretycznego Kŭlloja ("Robotnik"), dla którego pisał artykuły uzasadniające konieczność budowy niemal religijnego kultu wokół rządzącej Koreą Północną dynastii Kimów.
W 1976 roku mianowany redaktorem naczelnym Rodong Sinmun oraz przewodniczącym Komitetu Centralnego Koreańskiego Stowarzyszenia Dziennikarzy. Wówczas także dużo podróżował – odwiedził między innymi Chiny, Japonię, Hiszpanię i Tanzanię. Prawdopodobnie był jednym z głównych autorów przemówień wygłaszanych między innymi przez Kim Ir Sena podczas 6. Kongresu Partii Pracy Korei w październiku 1980 roku. Właśnie podczas tego Kongresu Kim Ki Nam został członkiem Komitetu Centralnego PPK.
W 1981 wybrany wiceprzewodniczącym Międzynarodowej Unii Reporterów. W latach 80. poprzez liczne publikacje, eseje i wypowiedzi w oficjalnych mediach, zajmował się budowaniem historycznej pozycji i kultu Kim Ir Sena, a także budową pozycji i propagandowym przygotowaniem przejęcia władzy przez jego następcę, Kim Dzong Ila. Miejsce Kim Ki Nama w systemie politycznym KRLD umocnił wybór na sekretarza KC w grudniu 1992 roku, odpowiedzialnego za sprawy propagandowe.
Od 2003 roku do grudnia 2009 szefował Instytutowi Badań nad Historią Partii przy KC PPK.
Deputowany Najwyższego Zgromadzenia Ludowego KRLD, parlamentu KRLD, począwszy od VI kadencji (tj. nieprzerwanie od listopada 1977 roku).
Po śmierci Kim Dzong Ila w grudniu 2011 roku, Kim Ki Nam znalazł się na bardzo wysokim, 8. miejscu w 233-osobowym Komitecie Żałobnym. Świadczyło to o formalnej i faktycznej przynależności Kim Ki Nama do grona ścisłego kierownictwa politycznego Koreańskiej Republiki Ludowo-Demokratycznej. Według specjalistów, miejsca na listach tego typu określały rangę polityka w hierarchii aparatu władzy.

## Odznaczenia
Dwukrotnie odznaczony Orderem Kim Ir Sena (kwiecień 1982 oraz kwiecień 1992), ponadto kawaler Orderu Kim Dzong Ila (luty 2012).